# Fieber
Pour plus de détails, voir Fiche technique et Distribution.
Fieber est un film dramatique austro-luxembourgo-allemand réalisé par Elfi Mikesch et sorti en 2014.
Le film est tourné au Luxembourg, en Autriche, au Sud-Tyrol italien et en Serbie. Il est présenté en première mondiale dans la section Panorama du 64e Festival international du film de Berlin,. Le film se déroule en Autriche au début des années 1950.

## Synopsis
Lors d'un voyage à Novi Sad, en Yougoslavie serbe, une photographe autrichienne est confrontée à ses souvenirs et à ses rêves d'enfance, qui tournent autour de photographies de son père, qu'il avait apportées avec lui de la Légion étrangère des anciennes colonies africaines.

## Fiche technique
- Titre original allemand : Fieber (litt. « Fièvre »)
- Réalisation : Elfi Mikesch
- Scénario : Elfi Mikesch
- Photographie : Jerzy Palacz
- Montage : Pia Dumont
- Musique : André Mergenthaler (lb)
- Production : Alexander Dumreicher-Ivanceanu, André Fetzer, Alfie Lang-Král, Bady Minck
- Sociétés de production : Amour Fou Luxembourg, Amour Fou Wien, ZDF, 3Sat
- Pays de production :  Allemagne -  Luxembourg -  Autriche
- Langue originale : allemand, français
- Format : couleurs
- Genre : film dramatique
- Durée : 80 minutes
- Dates de sortie : 
  - Allemagne : 11 février 2014 (Berlinale 2014)
  - Luxembourg : 28 février 2014 (Festival de cinéma de la Ville de Luxembourg)
  - France : 24 octobre 2022 (Vidéo à la demande[4])

## Distribution
- Eva Mattes : Franziska
- Martin Wuttke : le père
- Carolina Luzia Cardoso : Franzi
- Nicole Max (lb) : la mère
- Sascha Ley (de) : Madame Marguerite
- Luc Feit : Monsieur Charbon
- André Jung : Monsieur Briquet
- Nilton Martins (lb)
- Marie-Paule von Roesgen (lb)
- Luc Lamesch (lb)
- Konstantin Rommelfangen (lb)